# Audiotricz
Az Audiotricz egy holland hardstyle duó, a Nunspeet nevű városból, amelynek tagjai Kenneth Kroes (Szül. 1990.01.20.) és Leon Benschop (Szül. 1990.12.27.).

## Történet
Leon és Kenneth már gyermekkoruk óta ismerték egymást, és barátokként nőttek fel. 2013-ban kezdtek el együtt hardstyle zenét írni. Ekkor Leon és Kenneth is már erős zenei háttérismeretekkel rendelkezett más elektronikus zenei műfajok terén.
Ezen évben adták ki első műveiket, majd 2013 Június 28-án az Audiotricz szerződést kötött a Scantraxx Recordz nevű holland hardstyle-kiadóval. Ezt az eseményt az itt kiadott első műveik fémjelezték, melyek a "We Are Audiotricz" című, három zeneszámot tartalmazó középlemezen kerültek a nyilvánosság elé. Ezek után egyre nagyobb hírnévre tettek szert a hardstyle műfajon belül. Több híres művész is segítette a pályafutásukat, többek közt a TNT(Technoboy and Tuneboy) formáció, The Prophet és Noisecontrollerz is, aki meghívta őket a 2015-ös ausztráliai turnéjára is.
Az Audiotricz már fellépett többek között a Defqon 1., Qlimax, Hard Bass, XXlerator Outdoor nevű hard dance rendezvényeken, melyek a legnevesebbek közé tartoznak/tartoztak ezen körben és a Scantraxx Recordz-t is képviselték az Amsterdam Dance Event-ön a Hard Dance Event Live-on.

## Diszkográfia
| Cím                    | Kiadás dátuma | Kiadó                             | Egyéb információ                                                                                    |
| ---------------------- | ------------- | --------------------------------- | --------------------------------------------------------------------------------------------------- |
| It Could Be            | 08/04/2013    | International Hard Dance Sessions | |
| We Are As One          | 08/04/2013    | International Hard Dance Sessions | |
| We Are Audiotricz EP   | 15/07/2013    | Scantraxx Recordz                 | Az Audiotricz & Atmozfears "Dance No More" "Don't Hold Back" és "Dreamliner" kislemezeket beleértve |
| Feel Good              | 19/08/2014    | Scantraxx Recordz                 | A Bass Modulators-szel közösen                                                                      |
| Reborn                 | 18/11/2013    | Scantraxx Recordz                 | |
| Infinite               | 27/01/2014    | Scantraxx Recordz                 | |
| Momentum               | 03/03/2014    | Scantraxx Recordz                 | John Harris-szel                                                                                    |
| Conquer The World      | 2014.04.25    | Scantraxx Recordz                 | The Prophet-tel                                                                                     |
| Never Leaving          | 2014.06.21    | Scantraxx Recordz                 | Miss Palmer-rel                                                                                     |
| Dare You               | 2014.08.08.   | Revealed Recordings               | Hardwell ft. Matthew Koma (Audiotricz Remix)                                                        |
| Ghettoblaster          | 2014.08.27.   | Scantraxx Recordz                 | A TNT (AKA, Technoboy & Tuneboy)-vel                                                                |
| Raise Your Hands       | 2014.10.18.   | Scantraxx Recordz                 | Atmozfears-szel                                                                                     |
| Tonight Will Never Die | 2014.12.01.   | WE R                              | Brennan Heart and Code Black (Audiotricz Remix)                                                     |
| Reawakening            | 2015.02.23.   | Scantraxx Recordz                 | Atmozfears-szel                                                                                     |
| Turn The Music Up      | 2015.06.12.   | Mainstage Music                   | Wildstylez-zal                                                                                      |
| A Broken Story         | 2015.06.12.   | Lose Control Music                | |
| United As One          | 2015.07.03    | Scantraxx Recordz                 | Official Wish Outdoor 2015 Anthem                                                                   |
| Alchemy Of Hardstyle   | 2015.11.23.   | Scantraxx Recordz                 | |
| VIII                   | 2016.01.01.   | Q-Dance Records                   | Official Freaqshow Anthem                                                                           |
| What About Us          | 2016.10.16.   | Scantraxx Recordz                 | |
| Ipanema                | 2017.01.02.   | Spinnin' Records                  | Bolier (Audiotricz Remix)                                                                           |
| A New Dawn             | 2020.01.30.   | Art of Creation                   | |

## Fordítás
- Ez a szócikk részben vagy egészben  az   Audiotricz című angol Wikipédia-szócikk fordításán alapul.  Az eredeti cikk szerkesztőit annak laptörténete sorolja fel. Ez a jelzés csupán a megfogalmazás eredetét és a szerzői jogokat jelzi, nem szolgál a cikkben szereplő információk forrásmegjelöléseként.